# Sulkavanjärvi (sjö i Mäntsälä, Nyland)
Sulkavanjärvi är en sjö i kommunen Mäntsälä i landskapet Nyland i Finland. Sjön ligger 80,2 meter över havet. Den är 3,59 meter djup. Arean är 96 hektar och strandlinjen är 4,88 kilometer lång. Sjön  ingår i Svartsåns huvudavrinningsområde.   Den ligger omkring 67 km norr om Helsingfors. 